# Vaijapur
Vaijapur es una ciudad y  municipio situada en el distrito de Aurangabad en el estado de Maharashtra (India). Su población es de 41296 habitantes (2011). 

## Demografía
Según el censo de 2011 la población de Vaijapur era de 41296 habitantes, de los cuales 21243 eran hombres y 20053 eran mujeres. Vaijapur tiene una tasa media de alfabetización del 83,90%, superior a la media estatal del 82,34%: la alfabetización masculina es del 90,05%, y la alfabetización femenina del 77,47%.